# 趙亮 (羅江)
趙亮（？—？），字明遠，號澹園先生，四川羅江縣人，清代政治人物，由乙卯拔貢，乾隆三十五年任鄰水縣教諭，候補州同。